# Bonneuil-Matours
Pour les articles homonymes, voir Bonneuil.
Bonneuil-Matours est une commune du Centre-Ouest de la France, située dans le département de la Vienne en région Nouvelle-Aquitaine.
Ses habitants sont appelés les Bonnimatois.

## Géographie

### Géologie et relief
La région de Bonneuil-Matours présente un paysage singulier de plaines vallonnées plus ou moins boisées et de vallées. Le terroir se compose :
- de bornais (ce sont des sols brun clair sur limons, profonds et humides, à tendance siliceuse) pour 51 %, de terres fortes pour 10 % et de terres de brandes pour 9 % sur les plateaux du Seuil du Poitou,
- de champagnes ou aubues (ce sont des sols gris clair, argilo-limoneux, sur craie et donc calcaires) pour 15 % sur les collines,
- de calcaires pour 16 % dans les vallées et les terrasses alluviales.

### Communes limitrophes
| Beaumont-Saint-Cyr             | Vouneuil-sur-Vienne             | Monthoiron |
| Dissay                         | Bonneuil-Matours                | Archigny   |
| Saint-Georges-lès-Baillargeaux | La Chapelle-Moulière Bellefonds |            |

### Hydrographie
La commune est traversée par 10 km de cours d'eau dont les principaux sont la Vienne sur une longueur de 6 km et l'Ozon sur une longueur de 4 km.

### Climat
Pour des articles plus généraux, voir Climat de la Nouvelle-Aquitaine et Climat de la Vienne.
Historiquement, la commune est exposée à un climat océanique du nord-ouest.  
En 2020, Météo-France publie une typologie des climats de la France métropolitaine dans laquelle la commune est exposée à un climat océanique altéré et est dans la région climatique  Poitou-Charentes, caractérisée par un bon ensoleillement, particulièrement en été et des vents modérés.
Pour la période 1971-2000, la température annuelle moyenne est de 11,6 °C, avec une amplitude thermique annuelle de 14,7 °C. Le cumul annuel moyen de précipitations est de 727 mm, avec 11,1 jours de précipitations en janvier et 6,5 jours en juillet. Pour la période 1991-2020, la température moyenne annuelle observée sur la station météorologique la plus proche, située sur la commune de Biard à 23 km à vol d'oiseau, est de 12,2 °C et le cumul annuel moyen de précipitations est de 695,3 mm,. Pour l'avenir, les paramètres climatiques de la commune estimés pour 2050 selon différents scénarios d’émission de gaz à effet de serre sont consultables sur un site dédié publié par Météo-France en novembre 2022.

## Urbanisme

### Typologie
Au 1er janvier 2024, Bonneuil-Matours est catégorisée bourg rural, selon la nouvelle grille communale de densité à sept niveaux définie par l'Insee en 2022.
Elle est située hors unité urbaine. Par ailleurs la commune fait partie de l'aire d'attraction de Poitiers, dont elle est une commune de la couronne,. Cette aire, qui regroupe 97 communes, est catégorisée dans les aires de 200 000 à moins de 700 000 habitants,.

### Occupation des sols
L'occupation des sols de la commune, telle qu'elle ressort de la base de données européenne d’occupation biophysique des sols Corine Land Cover (CLC), est marquée par l'importance des territoires agricoles (50 % en 2018), une proportion identique à celle de 1990 (50 %). La répartition détaillée en 2018 est la suivante : 
forêts (46,1 %), terres arables (19,7 %), zones agricoles hétérogènes (17,7 %), prairies (12,6 %), zones urbanisées (2 %), eaux continentales (1,9 %). L'évolution de l’occupation des sols de la commune et de ses infrastructures peut être observée sur les différentes représentations cartographiques du territoire : la carte de Cassini (XVIIIe siècle), la carte d'état-major (1820-1866) et les cartes ou photos aériennes de l'IGN pour la période actuelle (1950 à aujourd'hui).

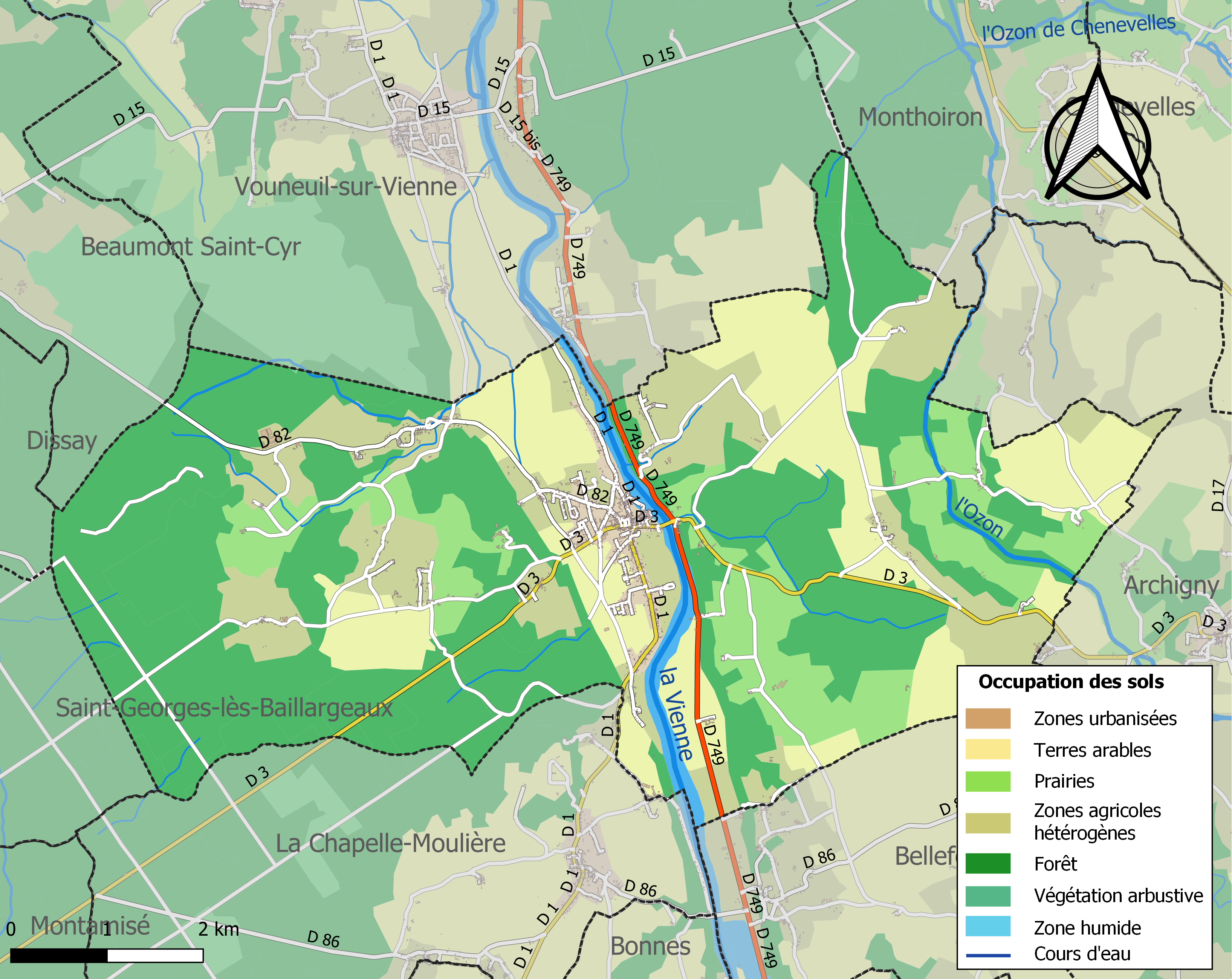
Carte des infrastructures et de l'occupation des sols de la commune en 2018 (CLC).

### Risques majeurs
Le territoire de la commune de Bonneuil-Matours est vulnérable à différents aléas naturels : météorologiques (tempête, orage, neige, grand froid, canicule ou sécheresse), inondations, feux de forêts, mouvements de terrains et séisme (sismicité modérée). Il est également exposé à deux risques technologiques,  le transport de matières dangereuses et la rupture d'un barrage. Un site publié par le BRGM permet d'évaluer simplement et rapidement les risques d'un bien localisé soit par son adresse soit par le numéro de sa parcelle.

#### Risques naturels
La commune fait partie du territoire à risques importants d'inondation (TRI) de Châtellerault, regroupant 17 communes concernées par un risque de débordement de la Vienne et du Clain. Les événements antérieurs à 2014 les plus significatifs pour la Vienne sont les crues de février 1698 (1 670 m3/s à Châtellerault), de juillet 1792 (1 520 m3/s), de mars 1913 (1 500 m3/s), de décembre 1944 (1 510 m3/s) et de janvier 1962 (1 500 m3/s). Les crues historiques du Clain sont celles de 1873 (330 m3/s à Poitiers) et de décembre 1982 (330 m3/s). Des cartes des surfaces inondables ont été établies pour trois scénarios : fréquent (crue de temps de retour de 10 ans à 30 ans), moyen (temps de retour de 100 ans à 300 ans) et extrême (temps de retour de l'ordre de 1 000 ans, qui met en défaut tout système de protection),. La commune a été reconnue en état de catastrophe naturelle au titre des dommages causés par les inondations et coulées de boue survenues en 1982, 1983, 1993, 1995, 1999, 2010, 2016 et 2018,. Le risque inondation est pris en compte dans l'aménagement du territoire de la commune par le biais du plan de prévention des risques inondation (PPRI) de la « vallée de la Vienne "médiane" - Section Chauvigny/Cenon-sur-Vienne », approuvé le 8 février 2007 et par le PPRI « Vienne Communauté d’Agglomération de Grand Châtellerault (CAGC) », prescrit le 28 janvier 2021.
Bonneuil-Matours est exposée au risque de feu de forêt. En 2014, le deuxième plan départemental de protection des forêts contre les incendies (PDPFCI) a été adopté pour la période 2015-2024. Les obligations légales de débroussaillement dans le département sont définies dans un arrêté préfectoral du 29 mai 2015,, celles relatives à l'emploi du feu et au brûlage des déchets verts le sont dans un arrêté permanent du 24 mai 2015,.

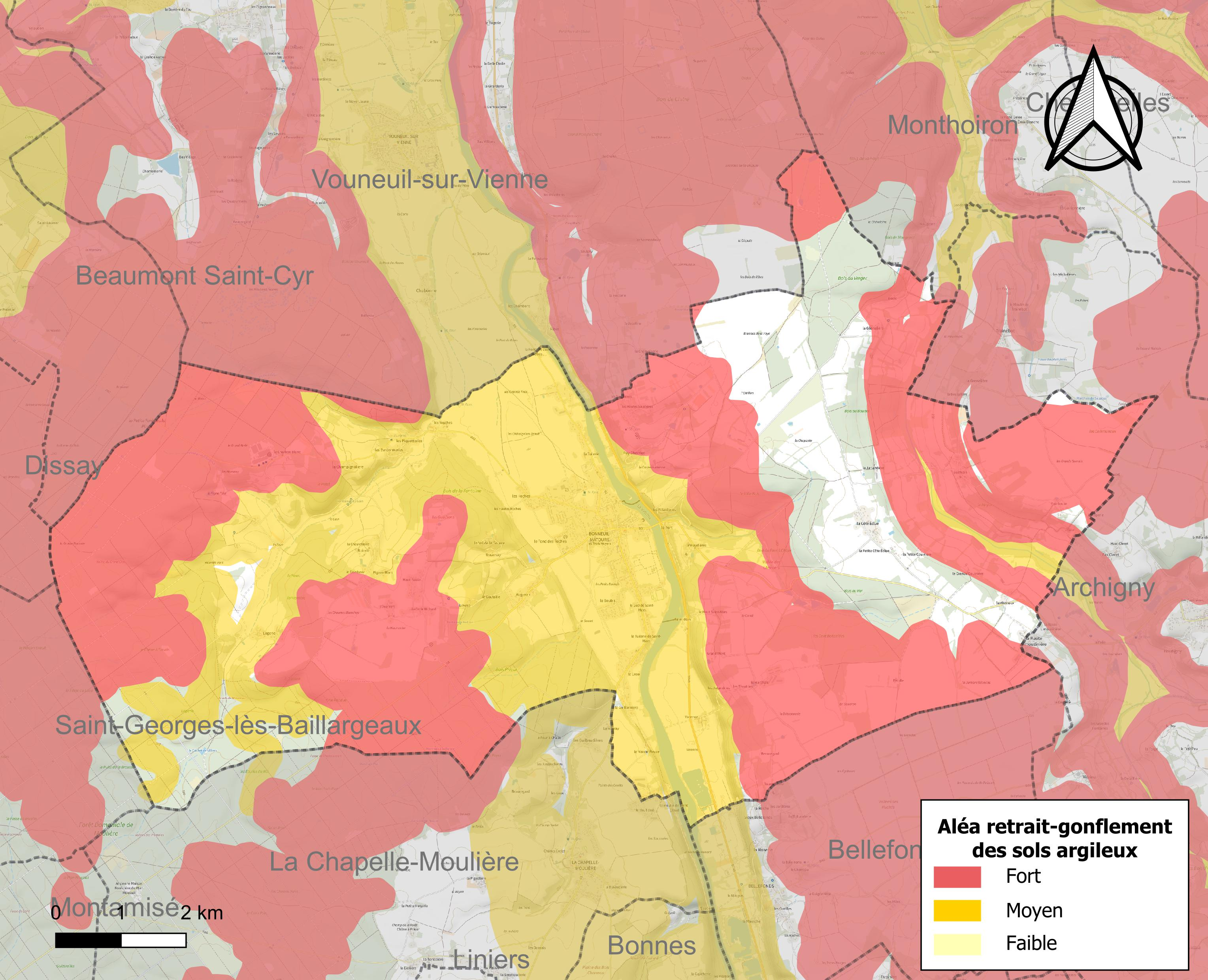
Carte des zones d'aléa retrait-gonflement des sols argileux de Bonneuil-Matours.

Les mouvements de terrains susceptibles de se produire sur la commune sont des affaissements et effondrements liés aux cavités souterraines (hors mines) et des tassements différentiels. Afin de mieux appréhender le risque d’affaissement de terrain, un inventaire national permet de localiser les éventuelles cavités souterraines sur la commune. Le retrait-gonflement des sols argileux est susceptible d'engendrer des dommages importants aux bâtiments en cas d’alternance de périodes de sécheresse et de pluie. 83,8 % de la superficie communale est en aléa moyen ou fort (79,5 % au niveau départemental et 48,5 % au niveau national). Depuis le 1er octobre 2020, en application de la loi ÉLAN, différentes contraintes s'imposent aux vendeurs, maîtres d'ouvrages ou constructeurs de biens situés dans une zone classée en aléa moyen ou fort,.
La commune a été reconnue en état de catastrophe naturelle au titre des dommages causés par la sécheresse en 1989, 1992, 2003, 2005, 2011, 2016 et 2017 et par des mouvements de terrain en 1999 et 2010.

#### Risque technologique
La commune est en outre située en aval des barrages de Lavaud-Gelade et de Vassivière dans la Creuse, des ouvrages de classe A. À ce titre elle est susceptible d’être touchée par l’onde de submersion consécutive à la rupture d'un de ces ouvrages.

## Toponymie
Le nom de la ville proviendrait pour Bonneuil, de bonoialo. Ce mot est formé à partir du latin bonus et du suffixe gaulois ialo qui indiquent une clairière défrichée. Matours est une corruption du latin monasterium qui signifie : monastère.

## Histoire
Le sous-sol  en calcaire jurassique a longtemps constitué une importante source de revenus pour la population villageoise de Bonneuil-Matours. Le calcaire a été utilisé comme pierre de construction dès le XVIe siècle sur le lieu-dit les Fonds de Masseaux. Contrairement à ce que l’on peut découvrir dans d’autres communes du pays châtelleraudais (à Senillé, à Prinçay, ou à Thuré), les carrières ne furent pas creusées dans le sous-sol, mais continuèrent, comme à l’époque gallo-romaine, à être à ciel ouvert. Les pierres extraites, dite pierres de Damasseau, étaient acheminées par charrettes vers le port et embarquées sur la Vienne jusqu’à Châtellerault. Cette pierre dure fut ainsi utilisée pour la construction des piles du pont de Châtellerault mais aussi, au XIXe siècle pour l’édification des soubassements de l’église de Vouneuil-sur-Vienne.
Le travail des carriers était particulièrement difficile. Il demandait une grande force physique. À l’aide d’un pic à long manche, le carrier creusait dans le front de taille une saignée d’environ 60 cm de hauteur pour isoler le bloc à extraire. Il insérait ensuite dans ce sillon des coins en bois dur et sec avec un maillet. Ce coin était mouillé afin de gonfler et, ainsi, par pression, provoquer une rupture à l’arrière du bloc. Le bloc était, ensuite, débité en pierres de construction qui étaient chargées sur une charrette pour être stockées à l’air libre et séchées, avant d’être acheminée sur les bords de la Vienne.
Les carriers à temps plein étaient rares. C’étaient essentiellement des paysans  qui travaillaient à la carrière l’hiver pour s’assurer un complément de revenu. Au lendemain de la Première Guerre mondiale, cette activité disparut à la suite de l’importance de la mortalité masculine pendant la guerre, d’une désertification des campagnes et du fait, aussi, de la concurrence du ciment entrant dans la confection du mortier qui une fois durcit résiste au gel contrairement au tuffeau.
Bonneuil-Matours accueille favorablement les avancées de la Révolution française. Elle plante ainsi son arbre de la liberté, symbole d'affranchissement. Il devient le lieu de ralliement de toutes les fêtes et des principaux événements révolutionnaires.
En 1846, un pont suspendu est construit sur la Vienne : il donne passage aux véhicules allant jusqu’à 5,5 t. Il est reconstruit en 1932 selon une nouvelle technique, avec des câbles à torsion alternative (deuxième pont suspendu au monde à utiliser cette technique aujourd’hui généralisée).
Au début de la Seconde Guerre mondiale, des baraquements sont construits sur la rive gauche, au sud du pont suspendu, pour accueillir des réfugiés belges. Dès juillet 1940 et jusqu’à 1944, ces baraquements sont occupés par différentes troupes allemandes. En 1944, c’est un des bataillons de réserve de la 17e division SS qui est installé à Bonneuil-Matours. Il mène diverses opérations contre la Résistance et les SAS de l'opération Bulbasket. En représailles à la mort du lieutenant SAS Stephens, tué à coups de crosse, le camp est bombardé le 14 juillet. C’est le 140e Wing qui est chargé de la mission : il envoie 14 Mosquitos des 21e (Royal Air Force), 464e (Royal Australian Air Force) et 487e squadrons (Royal New Zealand Air Force), armés de bombes américaines M-76 au napalm (c’est la première utilisation militaire du napalm en Europe) et de bombes explosives. Ils sont escortés par 12 Mustang du 65e squadron de la RAF. Le bombardement se fait à 1 000 pieds, mais ne place aucun coup au but. Il semble que les aviateurs aient été trompés par les ombres des bâtiments, ou qu’ils aient cherché à épargner le bourg. Cependant, un incendie est tout de même déclenché, et ravage toutes les constructions. Les SS, qui revenaient d’une opération contre les maquis de l’Indre (Bélâbre, attaqué le 11 juillet), s’abritent dans un fossé : les bombardiers effectuent un deuxième passage pour mitrailler les soldats. Sur les 400 Allemands présents, les bilans varient entre 80 et 100 morts et blessés, à 200 morts pour le plus élevé. Le camp est abandonné.

## Politique et administration

### Instances judiciaires et administratives
La commune relève du tribunal d'instance de Poitiers, du tribunal de grande instance de Poitiers, de la cour d'appel  Poitiers, du tribunal pour enfants de Poitiers, du conseil de prud'hommes de Poitiers, du tribunal de commerce de Poitiers, du tribunal administratif de Poitiers et de la cour administrative d'appel  de  Bordeaux, du tribunal des pensions de Poitiers, du tribunal des affaires de la Sécurité sociale de la Vienne, de la cour d’assises de la Vienne.

### Services publics
Les réformes successives de La Poste ont conduit à la fermeture de nombreux bureaux de poste ou à leur transformation en simple relais. Toutefois, la commune a pu maintenir le sien.

## Démographie
L'évolution du nombre d'habitants est connue à travers les recensements de la population effectués dans la commune depuis 1793. Pour les communes de moins de 10 000 habitants, une enquête de recensement portant sur toute la population est réalisée tous les cinq ans, les populations de référence des années intermédiaires étant quant à elles estimées par interpolation ou extrapolation. Pour la commune, le premier recensement exhaustif entrant dans le cadre du nouveau dispositif a été réalisé en 2004.

En 2022, la commune comptait 2 096 habitants, en évolution de −1,09 % par rapport à 2016 (Vienne : +0,6 %, France hors Mayotte : +2,11 %).
| 1793  | 1800  | 1806  | 1821  | 1831  | 1836  | 1841  | 1846  | 1851  |
| ----- | ----- | ----- | ----- | ----- | ----- | ----- | ----- | ----- |
| 1 230 | 1 309 | 1 452 | 1 273 | 1 305 | 1 403 | 1 427 | 1 450 | 1 508 |

| 1856  | 1861  | 1866  | 1872  | 1876  | 1881  | 1886  | 1891  | 1896  |
| ----- | ----- | ----- | ----- | ----- | ----- | ----- | ----- | ----- |
| 1 511 | 1 534 | 1 531 | 1 406 | 1 515 | 1 437 | 1 419 | 1 392 | 1 417 |

| 1901  | 1906  | 1911  | 1921  | 1926  | 1931  | 1936  | 1946  | 1954  |
| ----- | ----- | ----- | ----- | ----- | ----- | ----- | ----- | ----- |
| 1 306 | 1 323 | 1 314 | 1 219 | 1 233 | 1 185 | 1 156 | 1 184 | 1 211 |

| 1962  | 1968  | 1975  | 1982  | 1990  | 1999  | 2004  | 2006  | 2009  |
| ----- | ----- | ----- | ----- | ----- | ----- | ----- | ----- | ----- |
| 1 227 | 1 147 | 1 236 | 1 510 | 1 642 | 1 708 | 1 887 | 1 930 | 2 028 |

| 2014  | 2019  | 2022  | - | - | - | - | - | - |
| ----- | ----- | ----- | - | - | - | - | - | - |
| 2 112 | 2 079 | 2 096 | - | - | - | - | - | - |

En 2008, selon l'Insee, la densité de population de la commune était de 47 hab./km2, 61 hab./km2 pour le département, 68 hab./km2 pour la région Poitou-Charentes et 115 hab./km2 pour la France.

## Économie
Selon la direction régionale de l'Alimentation, de l'Agriculture et de la Forêt, il n'y a plus que 10 exploitations agricoles en 2010 contre 15 en 2000.
Les surfaces agricoles utilisées ont augmenté de 17 % et sont passées de 1 hectares en 2000 à 1 hectares en 2010. Ces chiffres indiquent une concentration des terres sur un nombre plus faible d’exploitations. Cette tendance est conforme à l’évolution  constatée sur tout le département de la Vienne puisque de 2000 à 2007, chaque exploitation a gagné en moyenne 20 hectares.
29 % des surfaces agricoles sont destinées à la culture des céréales (blé tendre essentiellement mais aussi un peu de maïs), 8 % pour les oléagineux (colza et tournesol), 27 % pour le fourrage et 27 % reste en herbes.
3 exploitations en 2010 (même nombre en 2000) abritent un élevage de bovins (676 têtes en 2010 contre 460 têtes en 2000). Les petits élevages d'ovins et de volailles ont disparu en 2010.

## Culture locale et patrimoine

### Lieux et monuments

#### Patrimoine civil

##### Pont suspendu
Le pont suspendu est construit en 1846. Sa reconstruction en 1932 utilise les mêmes piles, et la technique dite des câbles à torsion alternative en fuseau, avec des câbles composés de 127 fils d’acier. C’est le deuxième pont au monde à utiliser cette technique, après celui de Vicq-sur-Gartempe. Le tablier mesure 108,67 m de long, et permet le passage de véhicules de 19 t. Le pont fait l'objet de restaurations importantes en 2021 et 2022.

##### Château de Crémault
Le fief de Crémault, ou Cramaud, est entré dans la famille de Montléon de Touffou l'an 1404, lors du mariage de Orable de Montléon avec Jean de Cramaud, seigneur de La Chapelle Bellouin. Sans postérité, il passa aux nièces d'Orable, Jeanne et Marguerite de Montléon, dames de Cramaud, puis dans la famille Chasteigner (voir Hist. de la maison des Chasteigner, par André du Chesne, 1634, p.240). Crémault appartient ensuite à la famille de Bessay, par le mariage de Louise Chasteigner, le 28 avril 1594 à Fontenay-le-Comte, avec Jonas  de Bessay, seigneur de Bessay et baron de Saint-Hilaire (-Le Voust). Leur fils Louis de Bessay, seigneur de Crémault, épousa (1627) Marie Regnaut, fille du maire de Poitiers (1605) Emery Regnaut, sieur de Traversay, qui lui apporta le fief de Traversay (Traversais à Bonneuil-Matours). Leur petit-fils Paul-Bernard de Bessay, dit le comte de Traversay et de Crémault, rendit hommage de ces deux fiefs le 7 juillet 1714 et en 1717 au château de Chatellerault (voir Beauchet-Filleau, article Bessay, p.  513). De son mariage avec Cécile de Brachechien, Paul-Bernard de Bessay eut deux filles, dont Cécile-Françoise qui épousa (1727) Armand de Montbel, comte de Méré, qui lui donna Marie-Suzanne-Françoise de Montbel (1731-1804) épouse de Jacques-Thimoléon de Conty, marquis d'Hargicourt. La marquise d'Hargicourt hérita les biens de sa mère Cécile de Bessay : Traversay et Crémault où elle décéda le 29 février 1804. 
Crémault est ensuite acheté par la famille Ledoux (1806), puis par Amédée-François-Régis de Pérusse, duc des Cars (1834) qui le revend, dans les années 1853, à André-Rodolphe-Claude-François-Siméon, comte de Croÿ (1802-1879) (voir Le Glaneur Poitevin, n° 24, 15 décembre 1867). Dans les années 1790, l'importante seigneurie comprenait 14 métairies, le bac sur la Vienne, le droit d'emplacement aux foires et marchés de Bonneuil, avec les Grands Moulins (voir Bulletins de la Sté. des Antiquaires de l'Ouest, 1er janvier 1964, p. 376-377). 
Le fief de Traversay avait été détenu en 1493 par Raoul Reicheteau. Le 20 mai 1775, la marquise d'Hargicourt rend hommage de Traversay (voir Les rives de la Vienne, par le comte de Croÿ, Paris, 1857). 
Le château de Crémault fut entièrement restauré au XIXe siècle sur un bâtiment préexistant du XVIIe siècle. On ne sait à quelle époque le portail du château de Traversay (XVIe-XVIIe s.) fut transporté à celui de Crémault ; son fronton est surmonté des armoiries de la famille de Croÿ : d'argent à trois fasces de gueules. Ce portail est inscrit aux Monuments Historiques depuis le 18 janvier 1930.

##### Château de Mariéville
Le château de Mariéville est inscrit comme monument historique depuis 1990 pour sa fontaine et son portail.

#### Patrimoine religieux

##### Monastère Saint-Joseph
Le monastère Saint-Joseph est une communauté de sœurs augustines. Cet ordre est fondé en 1644 par le père Pasquier Bourray (1594–1651) ; les sœurs hospitalières augustines de Poitiers se sont rattachées en 1962 à la fédération des augustines de la Miséricorde de Jésus.

##### Église Saint-Pierre
L'église Saint-Pierre est citée vers 980 dans le cartulaire de l'abbaye Saint-Cyprien de Poitiers, sous la mention de Bonolio Monasterio. Administrée par un prieur et quelques moines, elle restera prieuré jusqu'à la Révolution, d'où l'importance de son chœur roman avec ses stalles et son abside.
L'église, à l'exception de la nef moderne construite en 1845, est classée monument historique depuis 1910.

###### Aspect extérieur
La construction de l'édifice actuel daterait du XIIe siècle. Il a conservé de l'époque romane toute sa partie est : chœur et clocher. La nef a été entièrement reconstruite à la fin des années 1850, et son auvent supprimé ; quant à la sacristie, elle date de 1858.
L'église, bâtie sur la rive gauche de la Vienne, présente un plan simple : un vaisseau unique, une travée sous clocher et un sanctuaire avec une travée droite et une abside en léger retrait.
Le chevet rappelle celui de l'église de Bonnes ou de Notre-Dame de Chauvigny. Il présente une baie axiale, accompagnée de deux étroites arcades aveugles et un décor d'ornements géométriques. Sur le parement sud du clocher massif, il est possible de voir quelques étranges signes lapidaires.

###### Son intérieur
La première travée, très étroite, est couverte par la voûte surbaissée de la tribune. La nef proprement dite comporte trois travées et reçoit le jour de six baies garnies de vitraux dus aux frères Guérithault, verriers de Poitiers ; ces vitraux datent de 1876, et représentent : saint Blaise et, en face, sainte Néomaye, puis l'archange saint Michel et, en face, saint Joseph ; le cœur sacré de Jésus au cœur immaculé de Marie.
Dans la nef sont disposées trois statues modernes en plâtre : Thérèse de l'Enfant Jésus, Jeanne d'Arc et une Vierge à l'Enfant. Les fonts baptismaux et le bénitier ont été offerts par le comte de Croy en 1858.
Les murs intérieurs du clocher, pour pouvoir supporter sa masse, ont été doublés par de solides colonnes surmontées de chapiteaux sculptés. Leur décor est assez peu homogène ; il présente des parentés avec ceux de Saint-Pierre de Chauvigny et, surtout, avec ceux du prieuré de Villesalem : oiseaux affrontés devant une coupe (thème ancien inspiré d'Isaïe 12-3 : "Vous puiserez de l'eau avec joie aux sources du salut"), feuilles d'acanthe, lions adossés, serpents...
Entre les baies, des arcades aveugles rythment la paroi de l'abside et de l'ancien chœur. Ce dernier est garni de stalles, témoignage du passé monastique de l'église. La voûte en cul-de-four a été décorée d'une peinture fortement restaurée mais dans un style ancien : le Christ est assis dans une mandorle, le sang de ses cinq plaies rayonne sur l'univers. Les quatre figures du Tétramorphe l'entourent.
Le vitrail de la baie axiale représente saint Pierre délivré de sa prison, tenant dans ses mains ses fers. Le thème du vitrail est tiré des Actes des Apôtres 12,6-8 : "Cette nuit-là, Pierre dormait entre deux soldats, maintenu par deux chaines et des gardes étaient en faction devant la porte. Mais, tout à coup, l'ange du Seigneur surgit et le local fut inondé de lumière... Les chaînes se détachèrent.". Ce vitrail a été offert en 1864 par Camille de Croy. Il a été réalisé par les Ateliers Charlemagne de Toulouse ; une observation attentive montre qu'il a été posé à l'envers !
De part et d'autre du vitrail, les figures de saint Pierre et de saint Paul sont peintes et sont reconnaissables à leurs attributs : les clés pour saint Pierre à droite, l'épée pour saint Paul à gauche. Ces deux peintures ont été retouchées au XIXe siècle ; cependant, leur style et les étoiles qui les entourent évoqueraient le XVIe siècle.

#### Patrimoine naturel
La commune contient huit zones naturelles d'intérêt écologique, faunistique et floristique (ZNIEFF) qui couvrent 89 % de la surface communale:
- La lande du Pinail qui bénéficie aussi de protections issues d'engagements internationaux relevant de la directive habitats-faune-flore[53].
- Les Bornais de Bellefonds,
- Le Mille Bois,
- la forêt de Mouliere,
- Les brandes de la Dispute,
- Les brandes de la Nivoire et les brandes des Tirea,
- Le massif de Mouliere,
- Le plateau de Bellefonds.

Ces deux dernières zones sont aussi classées par la Directive oiseaux qui assure la protection des oiseaux sauvages et de leurs biotopes.

##### La forêt de Moulière
D'une superficie de 5 000 ha, la Forêt de Moulière est située au nord-est de Poitiers et couvre neuf communes : Bignoux, Bonneuil-Matours, La Chapelle-Moulière, Dissay, Liniers, Montamisé, Saint-Cyr, Saint-Georges-lès-Baillargeaux et Vouneuil-sur-Vienne.

##### Le bois de la Foye et les brandes de la Dispute
Le bois de la Foye et les brandes de la Dispute  se situent au  sein des bois de Chitré qui constituent un vaste massif boisé s’étendant sur un plateau de la rive droite de la Vienne, au cœur du Seuil du Poitou, entre Châtellerault et Chauvigny. C’est un site classé zone naturelle d’intérêt écologique, faunistique et floristique.
Les sols dominant sur les plateaux sont des bornais, c’est-à-dire des sols acides, plus ou moins imperméables et hydromorphes. Par contraste, sur les pentes et dans le vallon de l’Hordin, les sols argilo-calcaires dominent. Ce contexte  explique la grande diversité d’habitats rencontrés sur le site et l’originalité de certains d’entre eux : chênaie calcifuge atlantique et landes sur le plateau, chênaie-charmaie sur les  pentes et, surtout, la tourbière alcaline de la Fontaine aux Vaches qui occupe près d’un hectare.
La  flore et la faune y sont donc très diversifiées, parmi lesquelles les oiseaux, les amphibiens et les plantes à fleurs représentent les éléments les plus intéressants.
Sur le plan botanique, la zone la plus intéressante est la tourbière de la Fontaine aux Vaches, un type de milieu rare et très localisé au sein de la région Poitou-Charentes. On y trouve des plantes rares comme l’Orchis élevé et l’Epipactis des marais, la Gentiane peumonanthe (représentante isolée dans ces plaines atlantiques d’un genre emblématique des pelouses alpines), des laîches typiques de ces milieux asphyxiants (comme la laîche puce). On pourra aussi découvrir :
- La Cicendie fluette,
- La Dryoptéris affine,
- L’Épipactis de Müller,
- La Germandrée des marais,
- L’Ophioglosse commun,
- L’Orchis incarnat,
- La Pulicaire vulgaire.

Les amphibiens sont bien représentés: le Sonneur à ventre jaune  qui est petit crapaud que l’on trouve dans les ornières forestières (en forte régression partout en Europe de l’Ouest et on connait, en 2008,  moins de 10 stations dans le département de la Vienne), la Grenouille de Lesson, le Triton marbré, le Crapaud calamite et la Rainette verte. Ces espèces sont protégées en France.
Quant à l’avifaune, elle se singularise par la présence d’un riche cortège d’oiseaux nicheurs propres au biotope constitué par les landes et  les boisements ouverts, tels que l’Engoulevent d’Europe, la Fauvette pitchou, le Busard Saint-Martin, Busard cendré, Faucon hobereau la Bécasse des bois.

##### Les brandes de la Nivoire et les brandes des Tireaux
Les brandes de la Nivoire et les brandes des Tireaux sont situées à mi-chemin entre les villes de Chauvigny et de Châtellerault, soit un peu à l’est de la vallée de la Vienne. Ces sites couvrent une partie des territoires des communes d’Archigny, de Bonneuil-Matours et de Chenevelles.
Des oiseaux protégés ou rares y ont été recensés notamment la Caille des blés, le Courlis cendré, la Huppe fasciée, le Milan noir ou le Vanneau huppé.

### Personnalités liées à la commune
- Maurice Fombeure (1906-1981), écrivain auquel un musée est consacré à Bonneuil-Matours.